# 오카모토역 (효고현)
오카모토역(일본어: 岡本駅, おかもとえき)은 일본 효고현 고베시 히가시나다구에 있는 한큐 전철 고베 본선의 역이다. 역 번호는 HK-11이다.
당초에는 보통이나 급행(니시노미야키타구치 역 이서에서 각역정차)만 정차했으나 1995년 6월 12일에 한신・아와지 대지진의 복구 공사가 완료된 때 실시된 다이아 개정으로 특급을 비롯한 전 영업 열차의 정차역이 되었다.

## 역사
- 1920년 7월 16일: 한신 급행 전철로 한큐 고베 본선 개통과 동시에 개업.
- 1967년경: 구내 건널목 폐지.
- 1979년: 역사 개축.
- 1995년
  - 1월 17일: 한신・아와지 대지진으로 재해, 영업 정지.
  - 4월 7일: 슈쿠가와 ~ 당역 구간이 복구되어 이 구간에서 보통 열차의 정기 왕복 운행 개시.
  - 6월 1일: 오카모토 ~ 미카게 역 구간이 복구되어 슈쿠가와 ~ 고베 고속 철도 신카이치 역 구간에서 보통 열차의 정기 왕복 운행 개시.
  - 6월 12일: 각 구간의 복구 공사가 완료되고 고베 선은 전 노선이 개통되고 특급을 비롯한 전 영업 열차의 정차역이 됨.
- 2006년 8월 1일: 엘리베이터 설치.
- 2013년 12월 21일: 역 번호 도입.

고베 본선의 중간역에서는 한큐와 JR역이 가장 근접하는 역은 본 역이고, JR 고베 선과 경쟁의 앞, 지진 재해 전부터 그 역에 특급을 정차시키겠다는 구상은 있었다.
본 역이 특급 정차역이 된 것에 특급 소요 시간이 늘어났기 때문에 보통 열차의 롯코 역의 대피가 없어졌다.

## 역 구조
상대식 승강장 2면 2선의 지상역이다. 전 영업 열차가 정차하지만, 분기기, 절대 신호가 없어 정류장으로 분류된다. 즉, 완급 접속이나 회차를 못하지만, 낮 시간대의 특급은 본 역에서 보통으로 갈아탈 수 있다는 안내를 하고 있다. 쌍방의 플랫폼은 지하도에서 연결되며 엘리베이터도 설치되어 있다. 역사는 산노미야 방면 승강장의 우메다 방향에 있다. 기타우메다 방면 승강장 측에도 역무원 배치의 개찰구가 있다.

### 승강장
| 남쪽 | ■ 고베 본선 (하행) | 고베산노미야・신카이치・스마우라코엔・히메지 방면          |
| 북쪽 | ■ 고베 본선 (상행) | 오사카 (우메다)・니시노미야키타구치・교토・다카라즈카 방면 |

## 역 주변
역사 있는 고급 주택가가 연속으로 한신 모더니즘 중에서도 대표적인 위치에 있다, 역 주변은 장엄한 저택 건축이 많다, 고베 시내의 주택지에서 가장 땅값이 높다.
또, 대학도 많이 입지하고 JR 셋쓰모토야마역전에서 본 역 주변은 젊은층의 카페나 잡화점이 늘어선 대학가이기도 하다.
- 셋쓰모토야마 역(JR 고베 선) - 본 역에서 300m남쪽에 있다.
- 택시 승강장(역 남쪽 한큐 택시 전용)
- 고난 대학
- 고베 약과대학
- 고난 여자대학
- 고난 여자 중・고등학교
- 오카모토 우메바야시 공원
- 고베 시 모토야마 지역 복지 센터
- 고베 오카모토 우체국
- 야마테 간선

## 사진

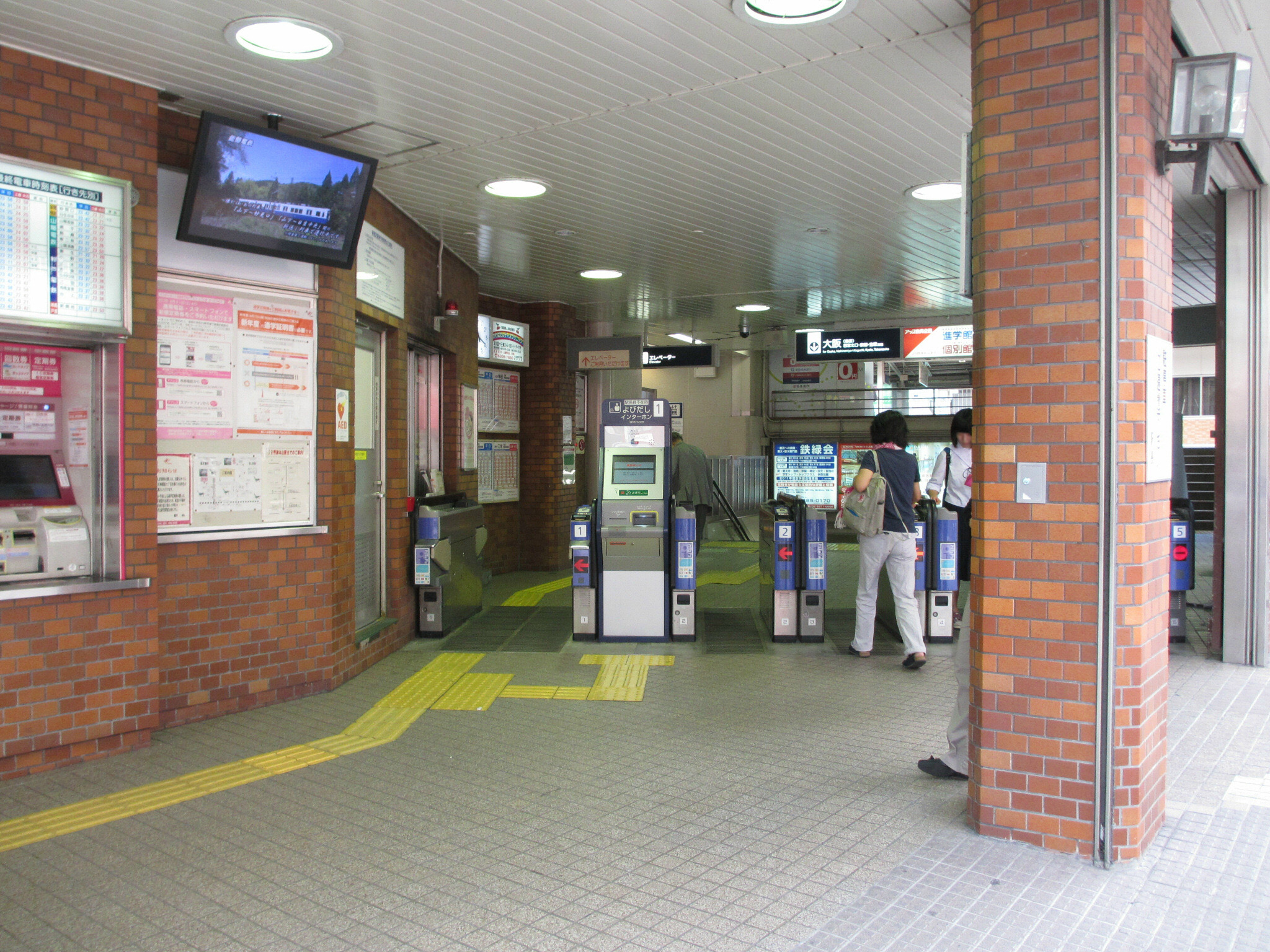
개찰구
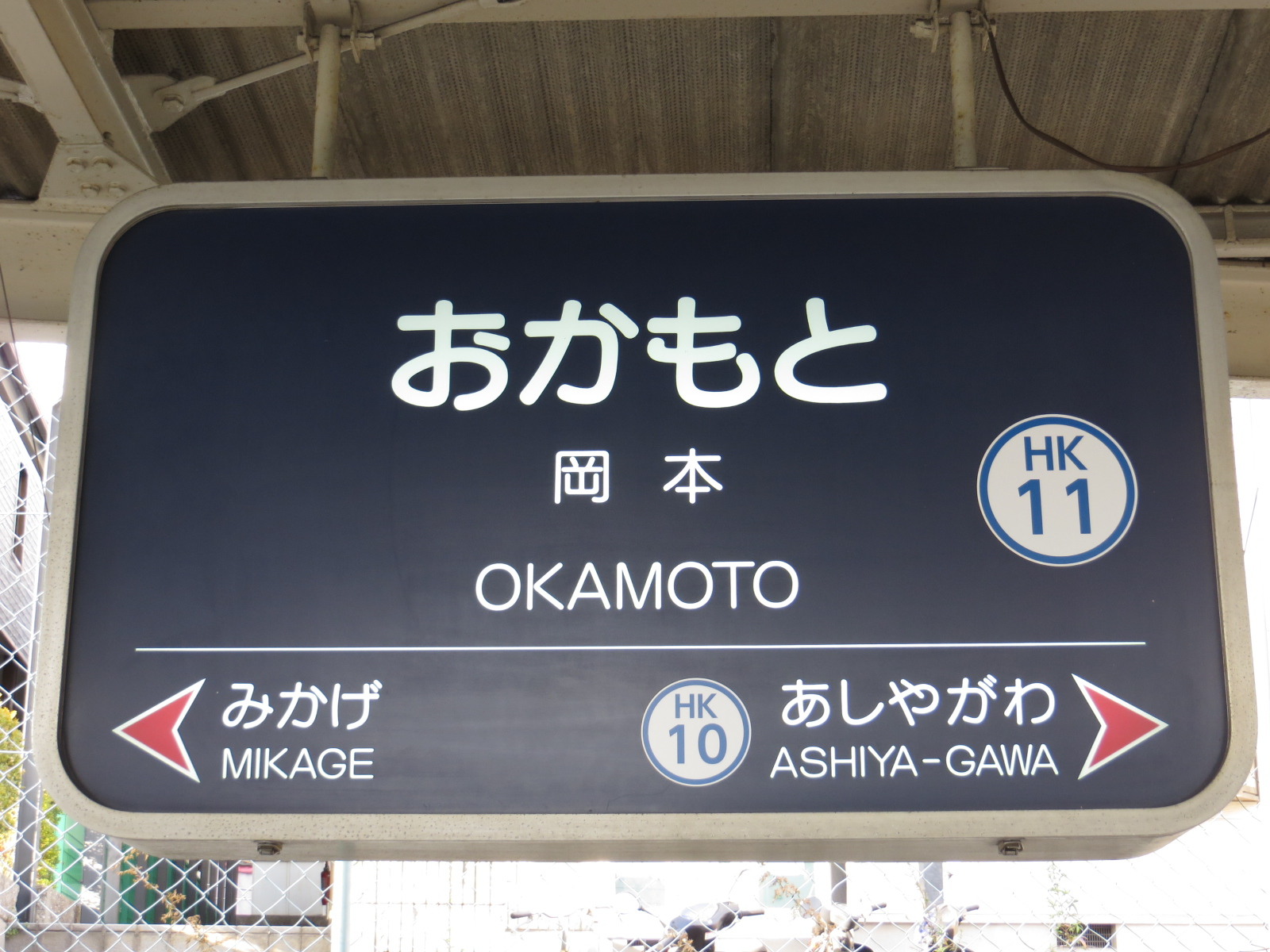
역명판

## 인접역
| 한큐 전철 ■ 고베 본선        | 한큐 전철 ■ 고베 본선          | 한큐 전철 ■ 고베 본선            |
| ---------------------------- | ------------------------------ | -------------------------------- |
| HK-09 슈쿠가와 우메다 방면   | ■ 특급 ■ 통근특급              | 고베산노미야 HK-16 신카이치 방면 |
| HK-09 슈쿠가와 우메다 방면   | ■ 직통특급 "아타고" ■ 쾌속급행 | 롯코 HK-13 신카이치 방면         |
| HK-10 아시야가와 우메다 방면 | ■ 급행 ■ 통근급행 ■ 보통       | 미카게 HK-12 신카이치 방면       |